# Reginpert longobárd király
Reginpert, más írásmóddal Raghinpert, Reginbert, Regimbert, Raginpert (latinul: Raginpertus), (660 körül – 701 vége), longobárd király 701-ben.
Godepert király fiaként született, Ansprand herceg, Liutpert király gyámja ellen vonult, Novaránál legyőzte és maga lett a király. Ám még ebben az esztendőben meghalt.

## Eredeti források
- Pauli Historia Langobardorum